# Enclavamiento (electrónica)

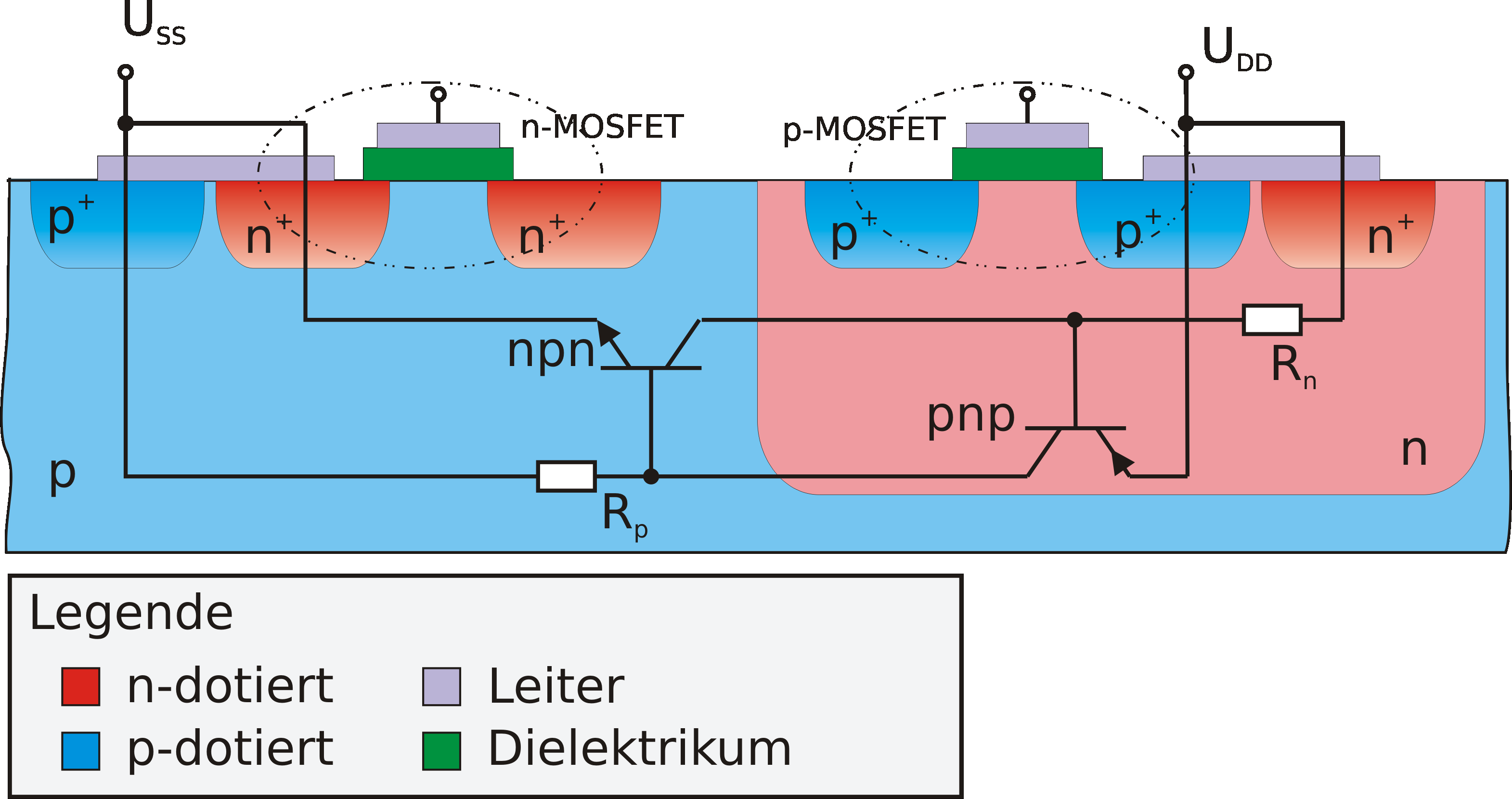
El diagrama muestra una sección transversal de un inversor CMOS (sin cablear). Arriba se muestra el circuito de un tiristor parásito equivalente, que se dispara durante el efecto latch-up.

El enclavamiento (latch-up) es un término usado en el mundo de los circuitos integrados para describir un tipo particular de cortocircuito que puede ocurrir en un circuito eléctrico mal diseñado. Más específicamente es la creación inadvertida de una resistencia eléctrica entre el suministro de energía  de un circuito MOSFET, creando así una estructura parásita la cual inhabilita su correcto funcionamiento, y da lugar a un posible daño debido a una sobrecarga. Un reinicio del sistema es necesario para corregir esa situación.
La estructura parásita equivale normalmente a un tiristor (o rectificador controlado de silicio, SCR), una estructura de unión PN (PNPN) que actúa como un PNP y una NPN (transistor de unión bipolar). Durante el enclavamiento, cuando uno de los transistores está conduciendo, el otro empieza a hacerlo también. Ambos se saturan mientras la estructura siga estando encendida, lo cual usualmente significa que el enclavamiento se mantiene hasta apagar el equipo.
Es posible diseñar chips que son resistentes al latchup, los cuales poseen una capa de óxido que rodea los transistores NMOS y PMOS. Esto rompe la estructura parásita SCR entre estos transistores. Tales partes son importantes en los casos donde una correcta  secuencia de energía no puede ser garantizada (ej., en dispositivos de cambio en caliente). La mayoría de los dispositivos con la tecnología silicio sobre aislante son resistentes al enclavamiento.